# Police Story 2013
Police Story 2013 (también conocida como Police Story: Lockdown) es una película de acción de China y Hong Kong de 2013 dirigida y escrita por Ding Sheng y protagonizada por Jackie Chan, Liu Ye y Jing Tian en otro reinicio de la serie de películas Police Story. La película está dirigida por Ding Sheng, quien previamente dirigió la cinta Little Big Soldier de Chan. A diferencia de las películas anteriores de Police Story donde se retrata a un policía de Hong Kong, Chan en cambio interpreta a un oficial de la China continental. Al igual que New Police Story, 2013 es una entrega independiente con un tono más oscuro que las entregas anteriores, que tuvieron más escenas cómicas. Es la sexta película de la serie.

## Sinopsis
El detective Zhong Wen se dirige a un establecimiento llamado Wu Bar en busca de su hija, Miao Miao, que ahora es la novia del dueño del club nocturno, Wu Jiang. Sin embargo, Zhong desaprueba la relación de Miao, lo que lleva a una discusión entre el padre y la hija. Antes de que Zhong pueda enmendar a Miao, es golpeado en la cabeza por un asaltante anónimo, en un complot orquestado por Wu.
Al recuperar la conciencia, Zhong se encuentra atado a una silla y sus manos atadas con alambres de metal. Él deduce que Wu estuvo detrás de él todo el tiempo, pero no puede concluir por qué. Zhong también se entera de que los otros clientes del bar, incluida su hija, están cautivos. Wu telefonea al teniente local y exige un cuantioso rescate, así como una audiencia con el prisionero Wei Xiaofu, antes de abandonar la habitación donde Zhong está atrapado.
Zhong se libera de los cables y escapa de la habitación. Recorriendo la barra sin ser detectado, encuentra la cámara secreta de Wu, que está llena de carteles de una adolescente y un joven Wu, que una vez recibió el apodo de "Spider" cuando era un luchador callejero. También ve planos de la barra y discierne que Wu tiene la intención de bombardear todo el bar si falla su táctica de secuestro. A través de Miao, Zhong obtiene un teléfono de mano, que usa para contactar al teniente. Desafortunadamente, Wu pronto descubre que Zhong huyó de la sala de rehenes. Wu atrapa a Miao y amenaza con sumergir su mano en una pecera llena de pirañas, lo que obliga a Zhong a revelar su escondite. 
Re-capturado, Zhong le ofrece a Wu su ayuda para encontrar a Wei, quien aún no ha llegado. Wu acepta y le da dos opciones a Zhong: derrotar a uno de sus secuaces en una batalla y permitirle liberar a tres rehenes, o admitir su derrota y encontrar a Wei solo. Zhong cede, acordando luchar. Con perseverancia, Zhong emerge como vencedor.
Zhong luego convence a un reacio Wei Xiaofu para que ingrese al bar con él. Detrás del Wu Bar, Wu Jiang revela la razón tras el secuestro: tiene la intención de vengarse de Zhong, Wei y otros tres rehenes, los cuales fueron casualmente testigos de la muerte de la hermana menor de Wu. En ese fatídico día, Wei había querido robar medicinas para su madre en una farmacia. La hermana de Wu también estaba en la farmacia. Al descubrir el robo, la hermana de Wu es atacada.
Al momento las fuerzas policiales irrumpen en el bar. Las bombas colocadas por Wu se disparan y los criminales huyen a través de una ruta de escape. En la confusión resultante, Wu se va con Miao. Zhong los persigue y el trío termina en un túnel ferroviario. Wu le ofrece a Zhong un ultimátum: dispararse o dejar que su hija muera. Zhong elige el primero pero se da cuenta después de apretar el gatillo de que el arma está descargada. Wu le informa a Zhong que ha pasado su prueba y, al hacerlo, se ha ganado su respeto. Wu devuelve a Miao a Zhong y se prepara para suicidarse arrojándose a un tren en movimiento. Zhong no puede detener su acto suicida a tiempo pero afortunadamente, el tren cambia de carril justo cuando está a punto de colisionar con Wu. El dueño del bar es arrestado, mientras Zhong es enviado al hospital con algunas heridas leves.

## Reparto
- Jackie Chan como el Detective Zhong Wen.
- Liu Ye como Wu Jiang.
- Jing Tian como Miao Miao.
- Yin Tao como Lan Lan.
- Liu Yiwei como Niu.
- Zhou Xiaoou como Wei Xiaofu.
- Yu Rongguang como Wu.
- Zhang Lei como Quanzi.
- Liu Peiqi como Zhang.
- Wang Zhifei como Fang.
- Zhang Xiaoning como el padre de Wu.
- Zha Ka como Bin Ge.
- Gulnazar como Xiao Wei.
- Wu Yue como Yue.
- Liu Hailong como Pizhong.
- Na Wei como Na Na.
- Cai An como Kun.
- Ding Sheng como un conductor de camión.

## Lanzamiento y recepción
Un estreno anticipado de Police Story 2013 fue llevado a cabo en el Festival Internacional de Cine de Beijing en abril de 2013. Chan también realizó la promoción de la cinta en el Festival Internacional de Cannes en mayo del mismo año. La película fue estrenada en China el 24 de diciembre de 2013 y el 16 de enero de 2014 en Hong Kong. En el sitio web Metacritic la cinta cuenta con un 44% de ranking aprobatorio.